# Osada Rybacka (Gdynia)

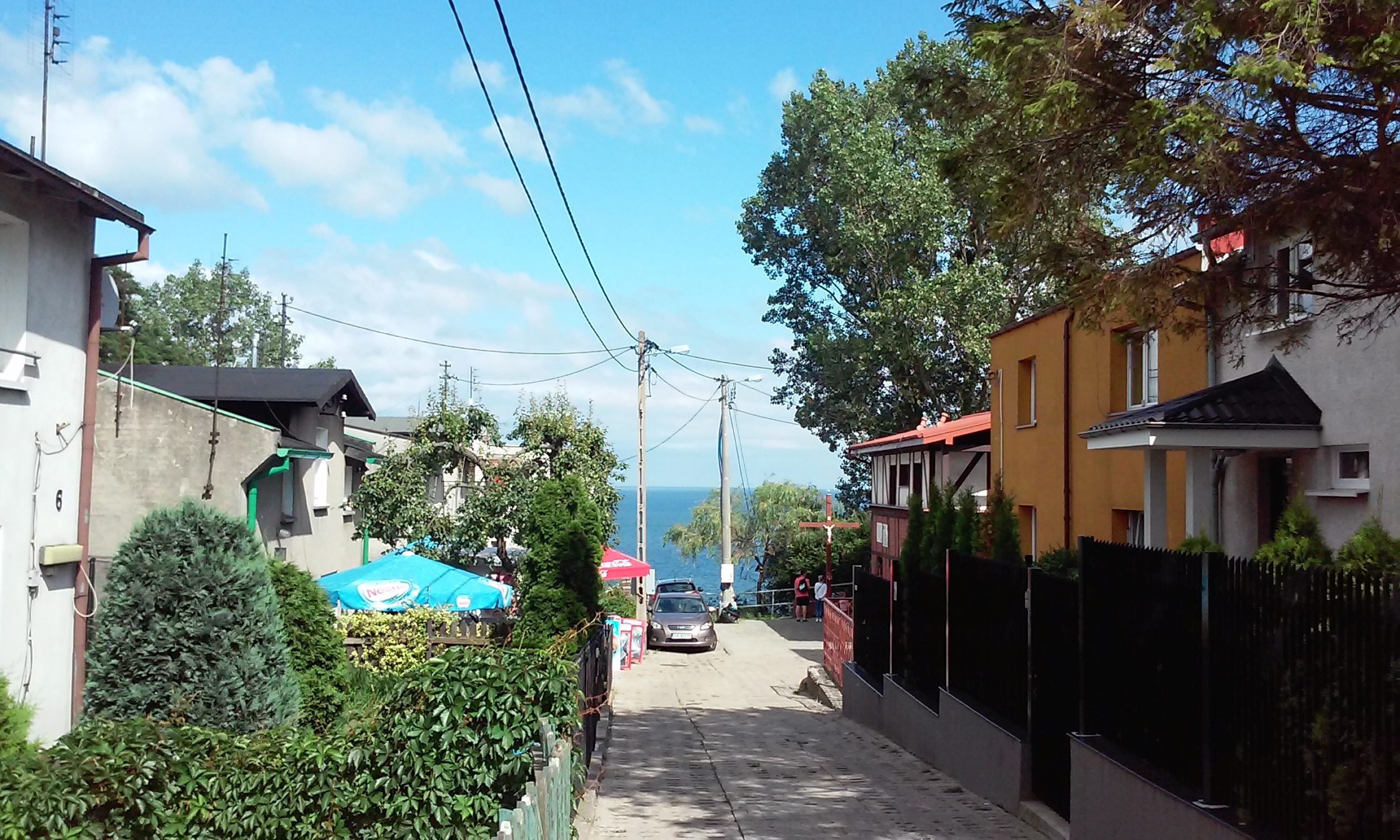
Gdynia Oksywie, Osada Rybacka

Osada Rybacka – osiedle w Gdyni położone w granicach dzielnicy Oksywie na Kępie Oksywskiej i nad Zatoką Pucką. Połączenie z centrum miasta umożliwiają autobusy komunikacji miejskiej (linia nr 152). 
Zabudowę na osiedlu stanowi budownictwo jednorodzinne. Po zachodniej stronie osiedla, przy ulicy Dickmana, znajduje się Ośrodek Badawczo-Rozwojowy Centrum Techniki Morskiej. We wschodniej części osiedla, nad zatoką, znajduje się niewielka przystań rybacka wraz z zapleczem gospodarczym. Na stromym zboczu Kępy Oksywskiej znajduje się jedna z dwóch w północnej Polsce kolei linowo-terenowych (druga znajduje się kilkaset metrów dalej na północ w Kolonii Rybackiej), która jest wykorzystywana do transportu połowów pomiędzy miejscem postoju łodzi rybackich a pomieszczeniem gospodarczym na osiedlu. Kolej powstała z elementów infrastruktury Oksywskiej Kolei Nadbrzeżnej (tzw. Kaszubskiego Ekspresu), która kiedyś przebiegała m.in. na wysokości Osady Rybackiej, ale wzdłuż brzegu zatoki.
Na północ od osiedla znajdują się pozostałości starego grodziska Obłuże.